# Finnischer Fußballpokal 2021
Der Finnische Fußballpokal 2021 (finnisch Suomen Cup 2021) war die 67. Austragung des finnischen Pokalwettbewerbs. Er wurde vom finnischen Fußballverband ausgetragen. Der Wettbewerb begann am 6. Februar 2021 und endete am 8. Mai 2021 mit dem Finale im Olympiastadion Helsinki.
Pokalsieger wurde zum dritten Mal Kuopion PS. Das Team setzte sich im Finale nach Elfmeterschießen gegen den Titelverteidiger HJK Helsinki durch, nachdem es in 120 Minuten keiner Mannschaft gelungen war, einen Treffer zu erzielen. KuPS sicherte sich damit einen Startplatz in der 1. Qualifikationsrunde der Europa Conference League.
Der Wettbewerb begann mit der Gruppenphase und anschließenden K.-o.-Runden ab dem Achtelfinale. Bei diesen Begegnungen wurde nach unentschiedenem Ausgang das Spiel um zweimal 15 Minuten verlängert. Stand danach kein Sieger fest, folgte ein Elfmeterschießen.

## Teilnehmende Teams
Die zwölf Mannschaften der Veikkausliiga wurden in drei Gruppen zu je vier Teams aufgeteilt, von denen die Gruppensieger direkt ins Achtelfinale einzogen. Die jeweiligen Zweitplatzierten konnten sich über die Play-off für das Achtelfinale qualifizieren.
Die zwölf Vereine der Ykkönen wurden ebenfalls in drei Gruppen eingeteilt, von denen die Gruppensieger und die beiden besten Zweitplatzierten an den Play-offs für das Achtelfinale teilnahmen. Dort stiegen auch die beiden Finalisten des Kakkosencups 2021 ein.
| Veikkausliiga (12)                                                       | Veikkausliiga (12)                                                | Veikkausliiga (12)                                    | Ykkönen (12)                                                   | Ykkönen (12)                                         | Ykkönen (12)                                                | Kakkosencup (2)                             |
| ------------------------------------------------------------------------ | ----------------------------------------------------------------- | ----------------------------------------------------- | -------------------------------------------------------------- | ---------------------------------------------------- | ----------------------------------------------------------- | ------------------------------------------- |
| - FC Lahti - Helsingfors IFK - HJK Helsinki - Kotkan Työväen Palloilijat | - FC Honka Espoo - Haka Valkeakoski - IFK Mariehamn - Inter Turku | - AC Oulu - Kuopion PS - Seinäjoen JK - Ilves Tampere | - IF Gnistan - JIPPO Joensuu - Klubi 04 - Mikkelin Palloilijat | - Ekenäs IF - Musan Salama - PK-35 Vantaa - Turku PS | - FF Jaro - Kokkolan Palloveikot - Rovaniemi PS - Vaasan PS | - PEPO Lappeenranta - Seinäjoen JK Akatemia |

## Gruppenphase

### Veikkausliiga Gruppe A
| Pl. | Verein                     | Sp. | S | U | N | Tore    | Diff. | Punkte |
| --- | -------------------------- | --- | - | - | - | ------- | ----- | ------ |
| 1.  | HJK Helsinki               | 3   | 2 | 1 | 0 | 009:300 | +6    | 07     |
| 2.  | Helsingfors IFK            | 3   | 2 | 0 | 1 | 003:200 | +1    | 06     |
| 3.  | FC Lahti                   | 3   | 1 | 1 | 1 | 004:200 | +2    | 04     |
| 4.  | Kotkan Työväen Palloilijat | 3   | 0 | 0 | 3 | 001:100 | −9    | 0      |

| 06.02.2021 | FC Lahti                   | 1:1 | HJK Helsinki               | Lahti    |
| 06.02.2021 | Kotkan Työväen Palloilijat | 0:1 | Helsingfors IFK            | Kotka    |
| 13.02.2021 | HJK Helsinki               | 2:1 | Helsingfors IFK            | Helsinki |
| 13.02.2021 | FC Lahti                   | 3:0 | Kotkan Työväen Palloilijat | Lahti    |
| 20.02.2021 | Helsingfors IFK            | 1:0 | FC Lahti                   | Helsinki |
| 04.03.2021 | HJK Helsinki               | 6:1 | Kotkan Työväen Palloilijat | Helsinki |

### Veikkausliiga Gruppe B
| Pl. | Verein           | Sp. | S | U | N | Tore    | Diff. | Punkte |
| --- | ---------------- | --- | - | - | - | ------- | ----- | ------ |
| 1.  | Inter Turku      | 3   | 3 | 0 | 0 | 005:000 | +5    | 09     |
| 2.  | FC Honka Espoo   | 3   | 1 | 1 | 1 | 003:400 | −1    | 04     |
| 3.  | Haka Valkeakoski | 3   | 1 | 0 | 2 | 003:200 | +1    | 03     |
| 4.  | IFK Mariehamn    | 3   | 0 | 1 | 2 | 002:700 | −5    | 01     |

| 06.02.2021 | Haka Valkeakoski | 3:0 | IFK Mariehamn    | Valkeakoski |
| 06.02.2021 | FC Honka Espoo   | 0:2 | Inter Turku      | Espoo       |
| 12.02.2021 | Inter Turku      | 2:0 | IFK Mariehamn    | Turku       |
| 13.02.2021 | FC Honka Espoo   | 1:0 | Haka Valkeakoski | Espoo       |
| 19.02.2021 | Inter Turku      | 1:0 | Haka Valkeakoski | Turku       |
| 21.02.2021 | IFK Mariehamn    | 2:2 | FC Honka Espoo   | Mariehamn   |

### Veikkausliiga Gruppe C
| Pl. | Verein        | Sp. | S | U | N | Tore    | Diff. | Punkte |
| --- | ------------- | --- | - | - | - | ------- | ----- | ------ |
| 1.  | Kuopion PS    | 3   | 3 | 0 | 0 | 008:200 | +6    | 09     |
| 2.  | Seinäjoen JK  | 3   | 2 | 0 | 1 | 006:500 | +1    | 06     |
| 3.  | AC Oulu       | 3   | 1 | 0 | 2 | 002:300 | −1    | 03     |
| 4.  | Ilves Tampere | 3   | 0 | 0 | 3 | 001:700 | −6    | 0      |

| 06.02.2021 | Ilves Tampere | 0:2 | Kuopion PS    | Tampere   |
| 06.02.2021 | AC Oulu       | 0:1 | Seinäjoen JK  | Oulu      |
| 13.02.2021 | Kuopion PS    | 5:2 | Seinäjoen JK  | Kuopio    |
| 13.02.2021 | Ilves Tampere | 1:2 | AC Oulu       | Tampere   |
| 20.02.2021 | Kuopion PS    | 1:0 | AC Oulu       | Kuopio    |
| 20.02.2021 | Seinäjoen JK  | 3:0 | Ilves Tampere | Seinäjöki |

### Ykkönen Gruppe A
| Pl. | Verein               | Sp. | S | U | N | Tore    | Diff. | Punkte |
| --- | -------------------- | --- | - | - | - | ------- | ----- | ------ |
| 1.  | IF Gnistan           | 3   | 2 | 1 | 0 | 010:200 | +8    | 07     |
| 2.  | Mikkelin Palloilijat | 3   | 1 | 1 | 1 | 007:500 | +2    | 04     |
| 3.  | Klubi 04             | 3   | 1 | 0 | 2 | 003:600 | −3    | 03     |
| 4.  | JIPPO Joensuu        | 3   | 1 | 0 | 2 | 001:800 | −7    | 03     |

| 06.02.2021 | IF Gnistan           | 2:2 | Mikkelin Palloilijat | Helsinki |
| 07.02.2021 | JIPPO Joensuu        | 1:0 | Klubi 04             | Joensuu  |
| 13.02.2021 | IF Gnistan           | 3:0 | JIPPO Joensuu        | Helsinki |
| 13.02.2021 | Mikkelin Palloilijat | 0:3 | Klubi 04             | Mikkeli  |
| 03.03.2021 | Mikkelin Palloilijat | 5:0 | JIPPO Joensuu        | Mikkeli  |
| 04.03.2021 | Klubi 04             | 0:5 | IF Gnistan           | Helsinki |

### Ykkönen Gruppe B
| Pl. | Verein       | Sp. | S | U | N | Tore    | Diff. | Punkte |
| --- | ------------ | --- | - | - | - | ------- | ----- | ------ |
| 1.  | PK-35 Vantaa | 3   | 2 | 0 | 1 | 006:300 | +3    | 06     |
| 2.  | Ekenäs IF    | 3   | 2 | 0 | 1 | 002:200 | ±0    | 06     |
| 3.  | Turku PS     | 3   | 1 | 1 | 1 | 004:300 | +1    | 04     |
| 4.  | Musan Salama | 3   | 0 | 0 | 3 | 001:500 | −4    | 0      |

| 06.02.2021 | PK-35 Vantaa | 2:1 | Musan Salama | Vantaa     |
| 07.02.2021 | Ekenäs IF    | 1:0 | Turku PS     | Tammisaari |
| 13.02.2021 | Turku PS     | 2:0 | Musan Salama | Turku      |
| 13.02.2021 | Ekenäs IF    | 0:2 | PK-35 Vantaa | Tammisaari |
| 19.02.2021 | Musan Salama | 0:1 | Ekenäs IF    | Pori       |
| 20.02.2021 | Turku PS     | 2:2 | PK-35 Vantaa | Turku      |

### Ykkönen Gruppe C
| Pl. | Verein               | Sp. | S | U | N | Tore    | Diff. | Punkte |
| --- | -------------------- | --- | - | - | - | ------- | ----- | ------ |
| 1.  | Vaasan PS            | 3   | 2 | 1 | 0 | 007:200 | +5    | 07     |
| 2.  | Rovaniemi PS         | 3   | 2 | 0 | 1 | 004:500 | −1    | 06     |
| 3.  | FF Jaro              | 3   | 1 | 0 | 2 | 004:600 | −2    | 03     |
| 4.  | Kokkolan Palloveikot | 3   | 0 | 1 | 2 | 003:500 | −2    | 01     |

| 06.02.2021 | Kokkolan Palloveikot | 1:1 | Vaasan PS            | Kokkola   |
| 06.02.2021 | FF Jaro              | 1:2 | Rovaniemi PS         | Jakobstad |
| 13.02.2021 | FF Jaro              | 2:1 | Kokkolan Palloveikot | Jakobstad |
| 14.02.2021 | Rovaniemi PS         | 0:3 | Vaasan PS            | Romaniemi |
| 20.02.2021 | Rovaniemi PS         | 2:1 | Kokkolan Palloveikot | Romaniemi |
| 20.02.2021 | Vaasan PS            | 3:1 | FF Jaro              | Vaasa     |

### Play-offs
| Datum      |                             | Ergebnis  |                     |
| ---------- | --------------------------- | --------- | ------------------- |
| 06.02.2021 | Seinäjoen JK Akatemia (III) | 0:3       | Seinäjoen JK (I)    |
| 13.02.2021 | Vaasan PS (II)              | 0:4       | FC Honka Espoo (I)  |
| 13.02.2021 | PEPO Lappeenranta (III)     | 0:3       | PK-35 Vantaa (II)   |
| 13.02.2021 | IF Gnistan (II)             | 3:2 n. V. | Ekenäs IF (II)      |
| 28.02.2021 | Rovaniemi PS (II)           | 0:1       | Helsingfors IFK (I) |

## Viertelfinale
Teilnehmer: Die drei Gruppensieger der Veikkausliiga und die fünf Sieger der Play-offs.
| Datum      |                     | Ergebnis  |                   |
| ---------- | ------------------- | --------- | ----------------- |
| 20.03.2021 | Kuopion PS (I)      | 5:0       | IF Gnistan (II)   |
| 03.04.2021 | FC Honka Espoo (I)  | 1:0 n. V. | PK-35 Vantaa (II) |
| 03.04.2021 | Helsingfors IFK (I) | 0:3       | HJK Helsinki (I)  |
| 03.04.2021 | Inter Turku (I)     | 1:0 n. V. | Seinäjoen JK (I)  |

## Halbfinale
| Datum      |                  | Ergebnis |                    |
| ---------- | ---------------- | -------- | ------------------ |
| 10.04.2021 | Kuopion PS (I)   | 2:1      | FC Honka Espoo (I) |
| 10.04.2021 | HJK Helsinki (I) | 4:0      | Inter Turku (I)    |

## Finale
| Paarung        | HJK Helsinki – Kuopion PS |
| Ergebnis       | 0:0 n. V.; 4:5 i. E. |
| Datum          | 8. Mai 2021 um 15:00 Uhr (14:00 Uhr MESZ) |
| Stadion        | Olympiastadion, Helsinki |
| Zuschauer      | Unter Ausschluss der Öffentlichkeit |
| Schiedsrichter | Oskari Hämäläinen |
| Tore           | Elfmeterschießen: 1:0 Roope Riski 1:1 Bismark Adjei-Boateng 2:1 Daniel O’Shaughnessy 2:2 Anton Popovitch 3:2 Atomu Tanaka 3:3 Aniekpeno Udoh Luis Henrique (gehalten) 3:4 Diego Tomas 4:4 Filip Valenčić 4:5 Iiro Järvinen |
| HJK Helsinki   | Hugo Keto – Riku Riski (68. Valtteri Moren), Miro Tenho, Daniel O’Shaughnessy, Dylan Murnane (46. Luis Carlos Murillo) – Lucas Lingman (110. Markus Halsti), Sebastian Dahlström (55. Dieudonné Gaucho Debohi, 120.+1' Luis Henrique) – Filip Valenčić, Atomu Tanaka, David Browne (91. Casper Terho) – Roope Riski Cheftrainer: Toni Koskela |
| Kuopion PS     | Otso Virtanen – Diogo Tomas, Taneli Hämäläinen, Henri Toivomäki – Henry Uzochukwu, Bismark Adjei-Boateng , Anton Popovitch, Daniel Carrillo – Urho Nissilä (79. Anieppeno Udoh), Axel Vidjeskog (106. Iiro Järvinen) – Santeri Haarala (79. Usman Sale) Cheftrainer: Simo Valakari                                                            |
| Gelbe Karten   | Riku Riski, Dieudonné Gaucho Debohi – Bismark Adjei-Boateng, Henry Uzochukwu |
| Platzverweise  | keine – Daniel Carrillo (63.) |